# MPP
MPP is een politiek-sociologisch begrip dat verwijst naar een politieke theorie, vooral gangbaar onder post-Fortuynistische en conservatieve groepen, die meent dat de Nederlands politiek wordt beheerst door een politieke elite, en die beheersing negatief waardeert. Het begrip wordt nu als zelfstandig naamwoord gebruikt maar was oorspronkelijk een afkorting, voor Majesteit (of
Monarchie) en Politieke Partijen (of Pachters). Het begrip is volgens de Groene Amsterdammer in het Nederlandse politieke discours geïntroduceerd door Ronald Kortelink (1932-2008) die
schreef onder het pseudoniem A.C. Postma, afgekort ACP, maar de achterliggende analyse grijpt terug op geschriften van de Rotterdamse hoogleraar prof. J.W. Oerlemans en de politicus en schrijver Pim Fortuyn. Het begrip is
in de bekendheid gebracht door de Nederlandse conservatieve denker
Bart Jan Spruyt.

## Begripsomschrijving
Volgens de aanhangers van dit begrip slaat MPP op het complex van de
samenwerking tussen het Hof en de grootste politieke partijen, dat het politieke systeem van Nederland zou kenmerken en werkelijke democratische controle op het bestuur onmogelijk zou maken. Het zou een afwijking zijn van het algemene patroon van politieke ontwikkeling bij West-Europese landen. Nederland zou hierdoor slechts een democratie zijn in formele zin, niet in materiële. MPP staat dus voor soortgelijke pejoratieve termen als Ons Soort Mensen (Fortuyn), Haagse elite (Wilders), bestuursoligarchie (Oerlemans) en politiek kartel (Spruyt).

## Vermeende ontstaansgeschiedenis
De oorsprong van de MPP ligt in 1848 toen koning Willem II en de liberale voorman Thorbecke een politieke deal sloten om in Nederland revolutionaire toestanden te voorkomen zoals die zich in het revolutiejaar 1848 elders in Europa wel voordeden. De koning regeerde, sinds de Oranjes door de Engelsen en Pruisen aan de macht waren geholpen na de val van Napoleon in 1813, ondanks de invoering van een constitutionele monarchie tot 1848 het liefst als absoluut monarch, zonder democratie of volksinspraak. Dit was een breuk met het voor-napoleontische verleden, waar de Oranjes stadhouder waren en geen vorstenhuis, en de gegoede burgers (regenten) het bestuur vormden. Willem II besefte dat die situatie onhoudbaar was, maar wilde geen puur ceremonieel staatshoofd worden, zoals het vorstenhuis in bijvoorbeeld Denemarken en Zweden wel was overkomen. Willem II besloot daarom zijn macht en invloed te delen met een kleine coterie van politici, ministers en leden van de
Staten Generaal, die onderling politieke functies verdeelden. Om revolutie te voorkomen zou tegelijkertijd een soort politiek theater opgevoerd worden dat naar de gewone burger toe de indruk wekte democratisch te zijn.
Het systeem van de MPP is tot zijn huidige vorm geëvolueerd in de eerste paar
jaar na de Tweede Wereldoorlog. Het grote succeselement van het
voortbestaan van dit systeem zou zijn dat de MPP-coterie steeds nieuwe
groepen uit de bevolking aan zich bond door politieke deals te sluiten met
de politieke voormannen van die beweging. Na de liberalen speelden volgens de MPP-theorie eerst de christendemocraten de hoofdrol en vervolgens zij samen met de sociaaldemocraten, die na het mislukken van de revolutie van Troelstra in 1918 besloten dat zij liever deel uit gingen maken van de MPP dan de MPP tevergeefs bestrijden.

## Typering van de MPP-hypothese
De MPP-hypothese kenmerkt zich door een aantal veronderstellingen over het functioneren van het Nederlandse politieke systeem. Als steun voor deelneming aan het MPP-systeem zou door de politieke partijen aan een aantal elementen moeten worden voldaan:
1. Onvoorwaardelijke steun voor het voortbestaan van de monarchie als de politieke vorm van de Nederlandse constitutionele orde, en onconditionele
steun voor de grote politieke invloed van het Huis van Oranje. Hierbij wordt gewezen op het feit dat de koning en de troonopvolger en diens echtgenoot formeel lid zijn van de invloedrijke Raad van State en dat de Koning als deel van de Kroon iedere wet moet ondertekenen. Daarnaast speelt de Koning een doorslaggevende rol bij de kabinetsformatie. Het is een feit dat het Nederlandse koningshuis in politiek opzicht machtiger is dan de meeste andere Europese koningshuizen, met uitzondering van Liechtenstein en Monaco.
2. Steun voor de persoonlijke leden van het koningshuis, die door de
politieke leiders meestal in bescherming worden genomen tegen eventuele of vermeende schandalen, op grond van het staatsrechtelijke begrip van de onschendbaarheid van de Koning en de politieke verantwoordelijkheid voor het Koningshuis van de ministers. Men verwijst dan naar de affaires rond Prins Bernhard, Prins Claus, Greet Hofmans, Prinses Irene, Lockheed, Mabel Wisse Smit en prinses Margarita.
Cruciaal binnen het MPP-stelsel is dat er relatief weinig democratische druk van onderop bestaat binnen de grote politieke partijen. Als dit wel het geval zou zijn, zou het immers steeds moeilijker worden voor de voormannen van de grote partijen om het systeem in stand te houden. De steun voor partijen zou in Nederland daarnaast traditioneel vooral een sociologisch bepaald gegeven zijn, dat nog stamt uit het tijdperk van de verzuiling: dat wil zeggen katholieke en protestantse families stemmen op het CDA, de liberale burgerij stemt op de VVD en de arbeiders stemmen op de PvdA. Aangezien vervolgens nooit één partij een parlementaire meerderheid behaalt moeten de grootste politieke partijen altijd (in wisselende combinaties) met elkaar regeren. Hierdoor wordt voorkomen dat echt politieke outsiders tot het centrum van de macht doordringen. Dit maakte het succes van Pim Fortuyn, een verklaard republikein en tegenstander van een MPP-systeem, dat hij 'OSM' (Ons Soort Mensen) noemde, tot zo'n grote bedreiging voor de MPP. De scherpe tegenstelling tussen Fortuyn en de gevestigde partijen, toegespitst niet alleen op de islam maar ook over de waardering van het Haagse politieke stelsel, zou de verklaring zijn voor de vijandige houding die zowel de politiek, van links tot rechts, als de media tegenover Fortuyn innamen in 2002.
In ruil voor hun steun aan de monarchie krijgen, volgens de MPP-hypothese, de voormannen van de politieke partijen vervolgens de vrije hand bij het verdelen van politieke functies:
- Burgemeesters worden door de Kroon benoemd, niet door de bevolking gekozen.
- Commissarisen van de Koningin worden door de Kroon benoemd, niet door de bevolking gekozen.
- Hetzelfde geldt voor alle andere belangrijke functies in het zogeheten maatschappelijk middenveld en de vele bestuursfuncties die kenmerkend zijn voor het poldermodel.

Alhoewel er steeds verschillende coalities zijn, is er sinds 1913 niet één regering geweest waarbij de liberalen of christendemocraten of sociaaldemocraten niet waren betrokken. Sinds 1918 leverden of een van de christendemocratische partijen of de sociaaldemocraten de premier. Dit wordt binnen de MPP-hypothese gezien als een bewijs voor een voortdurende controle van een politieke elite op de machtsvorming.
Volgens de MPP-theorie zijn de politieke partijen inwisselbaar. Over de meeste kernvragen zouden de partijen het eens zijn en de onderlinge verschillen tussen met name CDA, PvdA en VVD worden door de MPP-theoretici als miniem beoordeeld. Een echte keuze zou er voor de kiezer dan ook niet bestaan. Hij mag stemmen, maar wat er vervolgens met zijn stem gebeurt, hangt volledig af van de politici in Den Haag en van een kabinet dat tijdens de kabinetsformatie, met inbreng van de Koning, die informateurs en formateurs benoemt, in achterkamers tot stand komt. Kamerleden worden ook niet in persoon door de kiezers gekozen, maar geselecteerd door een kleine groep binnen de politieke partijen. De politieke partijen worden in Nederland gesubsidieerd (subsidies die de afgelopen jaren zijn gestegen). Dit betekent dat zij aldus kunstmatig in leven worden gehouden, terwijl de ledenaantallen van de politieke partijen teruglopen en nieuwe partijen, die (nog) niet in de Tweede Kamer vertegenwoordigd zijn geen rijkssubsidie krijgen, waarbij komt dat in Den Haag een nieuwe wet in voorbereiding is die de partijfinanciering uit particuliere bronnen aan banden wil leggen. Concurrentie wordt aldus door het MPP-systeem bemoeilijkt.

## Gebruik van de theorie
De afkorting MPP is geformuleerd door A.C. Postma maar vindt haar oorsprong in sommige geschriften van Pim Fortuyn en Maurice de Hond, maar ook van de Rotterdamse hoogleraar J.W. Oerlemans die sprak van Nederland als "eenpartijstaat" in een artikel in NRC Handelsblad van 14 februari 1990. Bart Jan Spruyt nam de theorie expliciet, en met verwijzing naar Postma, over in een geheime notie gedateerd april 2005 aan het bestuur van de Edmund Burke Stichting, die later uitlekte naar de Groene Amsterdammer en door dat weekblad gepubliceerd werd eind 2005. Opmerkelijk is dat de stichting waarvan Spruyt directeur was, openlijk streefde naar de vorming van een nieuwe conservatieve elite. In het Conservatief Manifest van de Edmund Burke Stichting staan eveneens diverse uitspraken over het Haagse politieke stelsel die in grote trekken overeenkomen met de MPP-theorie.  Het begrip MPP komt veelvuldig voor op politieke discussiefora op internet. Het is opvallend dat Geert Wilders, de voormalig werkgever van Spruyt, stelselmatig zijn oppositie betuigt tegen de Haagse elite, zoals in zijn Onafhankelijkheidsverklaring.

## Kritiek op de theorie
Er is geen wetenschappelijk verantwoord historisch onderzoek voorhanden dat deze theorie kan bevestigen. Daarnaast is de MPP-kritiek weliswaar overgenomen en beïnvloed door serieuze denkers en schrijvers, maar er is geen uitgewerkte vorm van de theorie, inclusief relevant geschiedkundig bronnenmateriaal. Desondanks heeft de opkomst van Pim Fortuyn duidelijk gemaakt dat er in brede kring kritiek leeft op de kwaliteit van de Nederlandse democratie en de rechtsstaat. De (post-)Fortuynistische en/of conservatieve democratiekritiek waar het MPP-begrip integraal onderdeel van is, heeft tot nu toe slechts in beperkte mate theoretisch weerwoord gekregen. Tegenstanders hebben de kritiek veelal afgedaan als populistisch en/of niet serieus te nemen. De Groene Amsterdammer verweet Spruyt en de zijnen zelfs uit te zijn op een putsch. In recente geschriften, zoals van Dick Pels wordt wel uitgebreider stilgestaan bij de populistische kritiek.
SP-senator Ronald van Raak ging in een artikel uit december 2003 in op de visie van Prof. Oerlemans en de toepassing daarvan door Spruyt en Fortuyn.  Volgens Van Raak was het verdedigen van het districtenstelsel "modieus" maar hij gaf toe dat Oerlemans en Spruyt een probleem aanstippen dat de gevestigde politiek niet kan negeren.
Tegelijkertijd biedt het districtenstelsel geen garantie voor meer democratisch en participatoir bestuur. Zowel in de Verenigde Staten als in het Verenigd Koninkrijk leeft er bij sommige kiezers het gevoel dat ze "niets te kiezen" hebben. In het geval van de VS is het welhaast onmogelijk om als "derde" partij overtuigend in de vertegenwoordigende lichamen van bestuur door te dringen, zoals de ervaringen van Ross Perot aan rechterzijde, en Ralph Nader aan de linkse kant bewijzen. Daarentegen maakte de LPF meteen na haar eerste verkiezingsdeelname deel uit van het Nederlandse kabinet. In het geval van het Verenigd Koninkrijk daalt de opkomst bij verkiezingen gestaag, ondanks de aanwezigheid van een derde grote partij in het parlement. Publieke onvrede over de politiek lijkt dus niet alleen op het bestel op zich terug te voeren te zijn.

## Uitspraken over de MPP
"De periodieke landelijke "verkiezingen" zijn er slechts om te bepalen
welke politiek partijen (die in wezen niets van elkaar verschillen) aan slag
zijn ... En niet, naar meer democratische traditie, welk soort landsbestuur
er dient te komen of te zijn ... Per slot bestaat hier geen echte politieke
oppositie ..."--A.C. Postma
"Naar inmiddels is gebleken heeft de monarchie door de jaren wisselende
favoriete pachters gehad. Eerst de Liberalen omdat zij als gevolg van de
industriële revolutie en ondernemerschap in de slappe was zaten. Daarna de
Confessionelen, omdat die voor de monarch het vuile werk deden in de
kolonies en (omdat zij de koloniale markten beheerden) ... de industriële
basis van Nederland overnamen. E.e.a. tot aan WO-II toe. ...Daarna kwamen de Socialisten aan bod dankzij de vakbonden en het Sovjetblok."
--A.C. Postma
"In ‘Een-partijstaat Nederland’ typeert Oerlemans de Nederlandse politiek als een ‘carrière-oligarchie’. Dit is een elite van beroepsbestuurders in de grote partijen, die het land als een bedrijf besturen, zonder dat er gevraagd wordt naar hun eigen rendement. Oerlemans spreekt in dit verband van een ‘politieke excuuscultuur’, waarin volksvertegenwoordigers weigeren af te rekenen met falende bestuurders. Ook spreekt hij zijn afschuw uit over het vervagen van de ‘ideologische verschillen’: ‘Een politicus die niet (meer) over een eigen ideologische en morele kern beschikt, wordt in zekere zin onbetrouwbaar." --Ronald van Raak
"Oude, irreële tegenstellingen worden nog altijd gekoesterd om het systeem van consensus en gepolder – de MPP (Monarchie en Politieke Partijen) – in stand te houden." --Bart Jan Spruyt
"MPP’ers kunnen nooit een vitaal bestanddeel zijn van een beweging die zich moet profileren als oppositie van buitenaf." --Bart Jan Spruyt
"De crisis is in belangrijke mate veroorzaakt door de falende maatschappelijke elite: het nauw verweven wereldje van gevestigde politieke partijen,
ambtenarij, en delen van de journalistiek en het old boys netwerk in het bedrijfsleven. De ronduit spastische wijze waarop dit "gesloten systeem" omging met de politieke opkomst van de hervormer Pim Fortuyn was bovenal het gevolg van de weerzin tegen de wijze  waarop Fortuyn politiek bedreef en de angst voor de tot taboe verheven thema's die hij, in een doelbewuste breuk met de Haagse mores, tot inzet van zijn verkiezingscampagne maakte. Fortuyn werd vooral zo fel -en unaniem, van links tot rechts- veroordeeld door de gevestigde spelers (partijen, vakbonden, media, bedrijfsleven) omdat hij zich niet hield aan de door hen opgestelde regels van het spel, en het politieke kartel dat Nederland regeert daarmee rechtstreeks in zijn bestaan bedreigde." --Bart Jan Spruyt in het Conservatief Manifest.